# Norman Hackerman
Norman Hackerman (Baltimore, 2 de março de 1912 — Temple, 16 de junho de 2007) foi um químico estadunidense.
É conhecido como um especialista em corrosão metálica, e ex-presidente da Universidade do Texas em Austin (1967 – 1970) e Universidade Rice (1970 – 1985).